# Чемпионат России по плаванию на короткой воде 2019
Чемпионат России по плаванию на короткой воде 2019 прошёл с 5 по 10 ноября в Казани, Татарстан во Дворце водных видов спорта.
Чемпионат являлся квалификационным на чемпионат Европы в Глазго, который прошёл 4-8 декабря.
В чемпионате приняли участие 859 спортсменов из 64 субъектов. Было установлено 19 рекордов: 7 рекордов России, 1 юношеский рекорд мира, 1 юношеский рекорд Европы, 10 юношеских рекордов России.
Наибольшее количество очков по таблице FINA набрали Олег Костин (Нижегородская область) — 957 (50 м баттерфляем — 22,07) и Вероника Андрусенко (Татарстан) — 946 (400 м вольным стилем — 3.58,25).
Мария Каменева (Санкт-Петербург — Оренбургская область) завоевала больше всех золотых медалей — шесть (также одну серебряную). Больше всех медалей — восемь — выиграли Климент Колесников (Москва, 4+3+1) и Арина Суркова (Новосибирская область, 4+2+2).
В командном зачёте среди субъектов Российской Федерации в 1-й группе победила команды Москва-1 (3080 очков), на втором месте — Санкт-Петербург-1 (2972,8), на третьем — Татарстан-1 (1741).

## Рекорды, установленные на чемпионате
Рекорды России
1. Олег Костин (Нижегородская область) — 50 м баттерфляем — полуфинал — 22,12.
2. Олег Костин (Нижегородская область) — 50 м баттерфляем — финал — 22,07.
3. Вероника Андрусенко (Татарстан) — 400 м вольным стилем — полуфинал — 3.58,25.
4. Анастасия Кирпичникова (Свердловская область) — 800 м вольным стилем — финал — 8.10,62.
5. Арина Суркова (Новосибирская область) — 50 м баттерфляем — полуфинал — 25,27.
6. Мария Каменева (Санкт-Петербург — Оренбургская область) — 100 м комплексным — полуфинал — 58,39.
7. Мария Каменева (Санкт-Петербург — Оренбургская область) — 100 м комплексным — финал — 58,14.

Юношеский рекорд Европы и мира
1. Евгения Чикунова (Санкт-Петербург) — 200 м брассом — финал — 2.18,59.

Юношеские рекорды России
1. Евгения Чикунова (Санкт-Петербург) — 200 м брассом — финал — 2.18,59.
2. Евгения Чикунова (Санкт-Петербург) — 100 м брассом — полуфинал — 1.05,46.
3. 4×100 м вольным стилем — Свердловская область (ТЮТИН Никита, ЗАКРЖЕВСКИЙ Кирилл, КУРГУЗКИН Владимир, ПИРОГОВ Никита) — заплыв 4 — 3.29,77.
4. 4×100 м комплексным — Ямало-Ненецкий АО (ЗАКОЖУРНИКОВ Данил, КОРМИН Владислав, ЛАВРОВ Михаил, КУКУШКИН Василий) — заплыв 2 — 3.46,02.
5. 4×100 м вольным стилем — Московская область (МЕЛЬНИКОВА Елизавета, АНТРОПОВА Ольга, ТУРЧИНА Ольга, МАКАРОВА Анастасия Р.) — заплыв 1 — 3.47.96.
6. 4×100 м вольным стилем — Московская область (МЕЛЬНИКОВА Елизавета, ЧЕРНЫШЕВА Анна, ТУРЧИНА Ольга, МАКАРОВА Анастасия Р.) — финал — 3.45,34.
7. 4×100 м вольным стилем — Воронежская область (КЛЕПИКОВА Дарья, САРАТОВА Анастасия, СТРОГАНОВА Анастасия И., ЦВЕТКОВСКАЯ Александра) — заплыв 3 — 3.49,48.
8. 4×200 м вольным стилем — Московская область (ЧЕРНЫШЕВА Анна, МЕЛЬНИКОВА Елизавета, ТУРЧИНА Ольга, МАКАРОВА Анастасия Р.) — финал — 8.12,00.
9. 4×100 м комплексным — Московская область (ЧЕРНЫШЕВА Анна, ТУРЧИНА Ольга, МАКАРОВА Анастасия Р., МЕЛЬНИКОВА Елизавета) — заплыв 1 — 4.08,63.
10. 4×100 м комплексным — Воронежская область (ПЕТРОВА Амалия, ЦВЕТКОВСКАЯ Александра, КЛЕПИКОВА Дарья, САРАТОВА Анастасия) — заплыв 1 — 4.10,82[1].

## Призёры

### Мужчины
| Дисциплины                       | Золото | Золото   | Серебро | Серебро  | Бронза | Бронза   |
| -------------------------------- | --- | -------- | --- | -------- | --- | -------- |
| 50 м вольным стилем              | Александр Попков Санкт-Петербург-1                                                                                        | 21.22    | Иван Кузьменко Саратовская область                                                                                       | 21.30    | Даниил Марков Новосибирская область                                                                                          | 21.37    |
| 100 м вольным стилем             | Владислав Гринёв Москва-1                                                                                                 | 46.47    | Сергей Фесиков ЯНАО — Калужская область                                                                                  | 46.73    | Михаил Вековищев Калужская область                                                                                           | 46.76    |
| 200 м вольным стилем             | Михаил Вековищев Калужская область                                                                                        | 1:41.73  | Владислав Гринёв Москва-1                                                                                                | 1:42.22  | Михаил Довгалюк Москва-1 | 1:42.27  |
| 400 м вольным стилем             | Мартин Малютин Омская область                                                                                             | 3:38.63  | Вячеслав Андрусенко Татарстан-1                                                                                          | 3:39.51  | Антон Никитин Санкт-Петербург-1                                                                                              | 3:40.58  |
| 1500 м вольным стилем            | Ярослав Потапов ХМАО — Югра                                                                                               | 14:35.23 | Илья Дружинин ХМАО — Югра                                                                                                | 14:36.92 | Эрнест Максумов Татарстан-1                                                                                                  | 14:47.46 |
| 50 м на спине                    | Сергей Фесиков ЯНАО — Калужская область                                                                                   | 23.23    | Климент Колесников Москва-1                                                                                              | 23.24    | Дмитрий Мальцев Тюменская область                                                                                            | 23.55    |
| 100 м на спине                   | Климент Колесников Москва-1                                                                                               | 50.67    | Андрей Шабасов Санкт-Петербург-1                                                                                         | 50.70    | Григорий Тарасевич Татарстан-1                                                                                               | 50.92    |
| 200 м на спине                   | Григорий Тарасевич Татарстан-1                                                                                            | 1:51.39  | Роман Ларин Пензенская область-1                                                                                         | 1:52.52  | Климент Колесников Москва-1                                                                                                  | 1:52.64  |
| 50 м брассом                     | Андрей Николаев Калужская область                                                                                         | 26.25    | Кирилл Стрельников Москва-1                                                                                              | 26.26    | Игорь Головин Хабаровский край                                                                                               | 26.72    |
| 100 м брассом                    | Кирилл Стрельников Москва-1                                                                                               | 57.94    | Данил Семьянинов Москва-1                                                                                                | 58.03    | Андрей Николаев Калужская область                                                                                            | 58.18    |
| 200 м брассом                    | Михаил Доринов Нижегородская область-1                                                                                    | 2:03.97  | Александр Жигалов Кемеровская область                                                                                    | 2:05.21  | Эдуард Валиахметов Татарстан-1                                                                                               | 2:06.69  |
| 50 м баттерфляем                 | Олег Костин Нижегородская область-1                                                                                       | 22.07    | Александр Попков Санкт-Петербург-1                                                                                       | 22.31    | Даниил Марков Новосибирская область                                                                                          | 22.40    |
| 100 м баттерфляем                | Олег Костин Нижегородская область-1                                                                                       | 50.05    | Михаил Вековищев Калужская область                                                                                       | 50.15    | Александр Харланов Пензенская область-1                                                                                      | 50.40    |
| 200 м баттерфляем                | Александр Кудашев Самарская область                                                                                       | 1:51.20  | Александр Прибыток Санкт-Петербург-1                                                                                     | 1:52.78  | Даниил Пахомов С.-Петербург — Архангельская обл.                                                                             | 1:52.79  |
| 100 м комплексное плавание       | Сергей Фесиков ЯНАО — Калужская область                                                                                   | 51.43    | Климент Колесников Москва-1                                                                                              | 52.10    | Андрей Жилкин Москва-1 | 52.44    |
| 200 м комплексное плавание       | Даниил Пасынков Москва-1                                                                                                  | 1:54.28  | Александр Осипенко Москва-2                                                                                              | 1:54.34  | Максим Ступин Москва-1 | 1:55.21  |
| 400 м комплексное плавание       | Илья Бородин Брянская область                                                                                             | 4:04.90  | Даниил Пасынков Москва-1                                                                                                 | 4:05.90  | Эдуард Валиахметов Татарстан-1                                                                                               | 4:06.70  |
| Эстафета 4×50 м вольным стилем   | Новосибирская область Александр Клюкин (22.14) Александр Боровцов (21.38) Максим Абловацкий (21.70) Роман Домачук (21.60) | 1:26.82  | Калужская область Михаил Вековищев (21.48) Дмитрий Миникеев (22.12) Максим Голубев (21.80) Антон Волошин (21.69)         | 1:27.09  | Татарстан-1 Алексей Мерзляков (21.94) Дмитрий Зеленин (22.03) Егор Куимов (22.16) Александр Обшаров (21.81)                  | 1:27.94  |
| Эстафета 4×100 м вольным стилем  | Москва-1 Климент Колесников (47.34) Даниил Шаталов (48.14) Николай Снегирёв (47.22) Владислав Гринёв (45.93)              | 3:08.63  | Калужская область Андрей Арбузов (48.64) Сергей Фесиков (46.15) Михаил Вековищев (46.68) Антон Волошин (48.28)           | 3:09.75  | Новосибирская область Даниил Марков (48.44) Роман Домачук (48.35) Максим Абловацкий (47.47) Александр Клюкин (47.56)         | 3:11.82  |
| Эстафета 4×200 м вольным стилем  | Москва-1 Михаил Довгалюк (1:43.24) Даниил Шаталов (1:43.81) Николай Снегирёв (1:43.02) Даниил Пасынков (1:45.17)          | 6:55.24  | Санкт-Петербург-1 Александр Фёдоров (1:44.51) Антон Никитин (1:44.94) Елисей Степанов (1:45.18) Алексей Ртищев (1:45.26) | 6:59.89  | Татарстан-1 Вячеслав Андрусенко (1:43.92) Эрнест Максумов (1:46.85) Григорий Тарасевич (1:46.20) Александр Кубасов (1:49.18) | 7:06.15  |
| Комбинированная эстафета 4×50 м  | Москва-1 Климент Колесников (23.41) Кирилл Стрельников (26.65) Павел Пахомов (22.81) Владислав Гринёв (21.02)             | 1:33.89  | Санкт-Петербург-1 Андрей Шабасов (24.11) Даниил Мельников (26.81) Александр Попков (22.20) Роман Шевляков (21.31)        | 1:34.43  | Пензенская область-1 Егор Павлов (24.04) Егор Сучков (26.98) Александр Харланов (22.79) Роман Ларин (21.77)                  | 1:35.58  |
| Комбинированная эстафета 4×100 м | Калужская область Сергей Фесиков (50.91) Андрей Николаев (57.86) Михаил Вековищев (49.48) Андрей Арбузов (47.40)          | 3:25.65  | Москва-1 Климент Колесников (51.03) Данил Семьянинов (57.94) Пётр Жихарев (51.43) Владислав Гринёв (45.75)               | 3:26.15  | Санкт-Петербург-1 Андрей Шабасов (50.71) Даниил Мельников (58.83) Роман Шевляков (50.67) Александр Попков (46.84)            | 3:27.05  |

### Женщины
| Дисциплины                       | Золото | Золото  | Серебро | Серебро | Бронза | Бронза  |
| -------------------------------- | --- | ------- | --- | ------- | --- | ------- |
| 50 м вольным стилем              | Мария Каменева Санкт-Петербург — Оренбургская обл.                                                                                          | 23.70   | Арина Суркова Новосибирская область                                                                                     | 24.06   | Дарья С. Устинова Санкт-Петербург-1                                                                                                 | 24.38   |
| 100 м вольным стилем             | Арина Суркова Новосибирская область | 53.43   | Дарья С. Устинова Санкт-Петербург-1                                                                                     | 53.06   | Вероника Андрусенко Татарстан-2 | 53.32   |
| 200 м вольным стилем             | Вероника Андрусенко Татарстан-1 | 1:54.33 | Валерия Саламатина Свердловская область-1                                                                               | 1:54.94 | Дарья Муллакаева Свердловская область-1                                                                                             | 1:55.21 |
| 400 м вольным стилем             | Вероника Андрусенко Татарстан-1 | 3:58.25 | Анастасия Кирпичникова Свердловская область-1                                                                           | 4:01.18 | Валерия Саламатина Свердловская область                                                                                             | 4:03.26 |
| 800 м вольным стилем             | Анастасия Кирпичникова Свердловская область-1                                                                                               | 8:10.62 | Ирина Приходько Татарстан-1                                                                                             | 8:24.53 | Анна Егорова ХМАО — Югра — Калининградская обл.                                                                                     | 8:27.84 |
| 50 м на спине                    | Анастасия Фесикова ЯНАО — Калужская область                                                                                                 | 26.88   | Марина Кравченко Пензенская область-1                                                                                   | 27.03   | Надежда Винюкова Санкт-Петербург-1                                                                                                  | 27.15   |
| 100 м на спине                   | Мария Каменева Санкт-Петербург — Оренбургская обл.                                                                                          | 56.67   | Анастасия Фесикова ЯНАО — Калужская область                                                                             | 57.50   | Дарья К. Устинова Свердловская область-1                                                                                            | 57.99   |
| 200 м на спине                   | Дарья К. Устинова Свердловская область-1 | 2:03.9  | Анастасия Авдеева Калужская область                                                                                     | 2:05.85 | Валерия Егорова ХМАО — Югра | 2:06.83 |
| 50 м брассом                     | Наталья Иванеева Волгоградская область | 30.16   | Ника Годун Москва-1 | 30.21   | Татьяна Белоногофф Санкт-Петербург-2                                                                                                | 30.46   |
| 100 м брассом                    | Мария Темникова Санкт-Петербург-1 | 1:04.95 | Ника Годун Москва-1 | 1:05.14 | Татьяна Белоногофф Санкт-Петербург-2                                                                                                | 1:05.39 |
| 200 м брассом                    | Евгения Чикунова Санкт-Петербург-1 | 2:18.59 | Мария Темникова Санкт-Петербург-1                                                                                       | 2:19.73 | Дарья Чикунова Санкт-Петербург-1 | 2:21.05 |
| 50 м баттерфляем                 | Арина Суркова Новосибирская область | 25.30   | Дарья Кулешова Алтайский край                                                                                           | 26.00   | Анита Грищенко Новосибирская область                                                                                                | 26.18   |
| 100 м баттерфляем                | Светлана Чимрова Москва-1 | 57.49   | Софья Сподаренко Тюменская область                                                                                      | 58.34   | Наталья Можина Иркутская область | 58.40   |
| 200 м баттерфляем                | Светлана Чимрова Москва-1 | 2:07.41 | Анастасия Маркова Вологодская область                                                                                   | 2:08.86 | Александра Сабитова Кемеровская область                                                                                             | 2:08.92 |
| 100 м комплексное плавание       | Мария Каменева Санкт-Петербург — Оренбургская обл.                                                                                          | 58.14   | Ирина Кривоногова Самарская область                                                                                     | 1:00.69 | Анастасия Сорокина Мурманская область                                                                                               | 1:00.91 |
| 200 м комплексное плавание       | Ирина Кривоногова Самарская область | 2:10.66 | Александра Денисенко Санкт-Петербург-1                                                                                  | 2:11.38 | Александра Цветковская Воронежская область                                                                                          | 2:12.61 |
| 400 м комплексное плавание       | Ирина Кривоногова Самарская область | 4:34.84 | Александра Денисенко Санкт-Петербург-1                                                                                  | 4:38.88 | Анна Чернышёва Московская область-1                                                                                                 | 4:40.52 |
| Эстафета 4×50 м вольным стилем   | Новосибирская область Арина Суркова (24.09) Екатерина Никонова (24.67) Анита Грищенко (24.78) Василисса Буйная (24.50)                      | 1:38.04 | Санкт-Петербург-1 Мария Каменева (23.93) Дарья Карташова (25.15) Дарья С. Устинова (24.29) Алёна Чеховских (24.95)      | 1:38.32 | Красноярский край Софья Лобова (25.01) Анастасия Осипенко (24.88) Анна Ганус (25.23) Валерия Бодня (24.73)                          | 1:39.85 |
| Эстафета 4×100 м вольным стилем  | Санкт-Петербург-1 Дарья С. Устинова (53.45) Дарья Карташова (53.99) Ирина Шваева (55.17) Мария Каменева (52.14)                             | 3:34.75 | Новосибирская область Арина Суркова (53.36) Василисса Буйная (53.82) Дарья Трофимова (54.93) Екатерина Никонова (53.60) | 3:35.71 | Свердловская область-1 Дарья Муллакаева (53.89) Валерия Саламатина (53.66) Анастасия Кирпичникова (54.57) Дарья К. Устинова (54.10) | 3:36.22 |
| Эстафета 4×200 м вольным стилем  | Свердловская область-1 Валерия Саламатина (2:04.33) Анастасия Кирпичникова (1:57.14) Дарья К. Устинова (1:57.05) Дарья Муллакаева (1:55.40) | 7:53.92 | Санкт-Петербург-1 Дарья С. Устинова (1:56.14) Яна Саттарова (2:00.87) Елена Шипилло (1:59.93) Алёна Чеховских (1:58.67) | 7:55.61 | Татарстан-1 Ирина Приходько (1:56.78) Дарья Головина (2:03.43) Кира Володина (2:02.28) Вероника Андрусенко (1:53.40)                | 7:55.89 |
| Комбинированная эстафета 4×50 м  | Санкт-Петербург-1 Надежда Винюкова (27.04) Мария Темникова (30.62) Анастасия Лязева (26.08) Мария Каменева (23.46)                          | 1:47.20 | Москва-1 Александра Папуша (27.37) Ульяна Жданова (31.03) Елизавета Сусорова (26.81) Розалия Насретдинова (24.41)       | 1:49.60 | Красноярский край-1 Анастасия Осипенко (27.74) Анна Ганус (30.95) Софья Лобова (26.12) Валерия Бодня (24.96)                        | 1:49.77 |
| Комбинированная эстафета 4×100 м | Санкт-Петербург-1 Мария Каменева (57.03) Мария Темникова (1:05.43) Яна Саттарова (58.83) Дарья С. Устинова (53.05)                          | 3:54.34 | Москва-1 Александра Папуша (59.85) Ника Годун (1:04.49) Светлана Чимрова (57.34) Анна Комарова (54.55)                  | 3:56.23 | Новосибирская область Екатерина Никонова (1:00.28) Софья Чечулина (1:07.60) Арина Суркова (56.73) Дарья Трофимова (53.87)           | 3:58.48 |

### Смешанные дисциплины
| Дисциплины                      | Золото | Золото  | Серебро | Серебро | Бронза | Бронза  |
| ------------------------------- | --- | ------- | --- | ------- | --- | ------- |
| Эстафета 4×50 м вольным стилем  | Новосибирская область Даниил Марков (21.50) Александр Клюкин (21.30) Арина Суркова (23.53) Екатерина Никонова (24.52) | 1:30.85 | Санкт-Петербург-1 Александр Попков (21.38) Роман Шевляков (22.19) Дарья Карташова (24.90) Дарья С. Устинова (23.98)    | 1:32.45 | Москва-1 Андрей Жилкин (21.82) Владислав Гринёв (21.20) Анна Комарова (24.91) Розалия Насретдинова (24.57)              | 1:32.50 |
| Комбинированная эстафета 4×50 м | Москва-1 Климент Колесников (23.47) Ника Годун (29.73) Светлана Чимрова (25.92) Владислав Гринёв (21.08)              | 1:40.20 | Калужская область Анастасия Фесикова (27.14) Андрей Николаев (26.05) Михаил Вековищев (22.24) Валерия Суханова (25.28) | 1:40.71 | Новосибирская область Дмитрий Лапшин (24.60) Александр Титенко (27.11) Арина Суркова (24.97) Екатерина Никонова (24.40) | 1:41.08 |